# أوليكساندر ليبوفي
أوليكساندر ليبوفي (بالأوكرانية: Липовий Олександр Володимирович) مواليد 9 أكتوبر 1991 في خاركيف، الجمهورية الأوكرانية السوفيتية الاشتراكية، هو لاعب كرة سلة أوكراني. بدأ مسيرته الاحترافية في سنة 2007.

## المسيرة الاحترافية
لعب مع نادي ريد ستار لكرة السلة في سنة 2014، ثم لعب مع نادي بوديفلنيك لكرة السلة في موسم 2014–2015، ثم لعب مع نادي فيتا تبليسي لكرة السلة في سنة 2015، ثم لعب مع نادي سولنوكي أولاي لكرة السلة في موسم 2015–2016.

## روابط خارجية
- أوليكساندر ليبوفي على موقع الاتحاد الدولي لكرة السلة (الإنجليزية)
- أوليكساندر ليبوفي على موقع كرة السلة الأوروبية.كوم (الإنجليزية)
- أوليكساندر ليبوفي على موقع ريلجم (الإنجليزية)
- أوليكساندر ليبوفي على موقع بروبوليرز (الإنجليزية)
- أوليكساندر ليبوفي على موقع سبورتس رفرنس (الإنجليزية)